# Noiraigue
Noiraiguees una localidad y antigua comuna suiza, situada en el distrito de Val-de-Travers en el cantón de Neuchâtel. Desde el 1 de enero de 2009 hace parte de la comuna de Val-de-Travers.

## Historia
La primera mención escrita de Noiraigue data de 998 cuando aparece en un documento con el nombre de Nigra Aqua. La comuna mantuvo su autonomía hasta el 31 de diciembre de 2008. El 1 de enero de 2009 pasó a ser una localidad de la nueva comuna de Val-de-Travers, tras la fusión de las antiguas comunas de Boveresse, Buttes, Couvet, Fleurier, Les Bayards, Môtiers, Noiraigue, Saint-Sulpice y Travers.

## Geografía
La antigua comuna limitaba al noreste la comuna de Brot-Plamboz, al este con Brot-Dessous y Boudry, al sur con Gorgier, y de suroeste a noroeste con Travers.

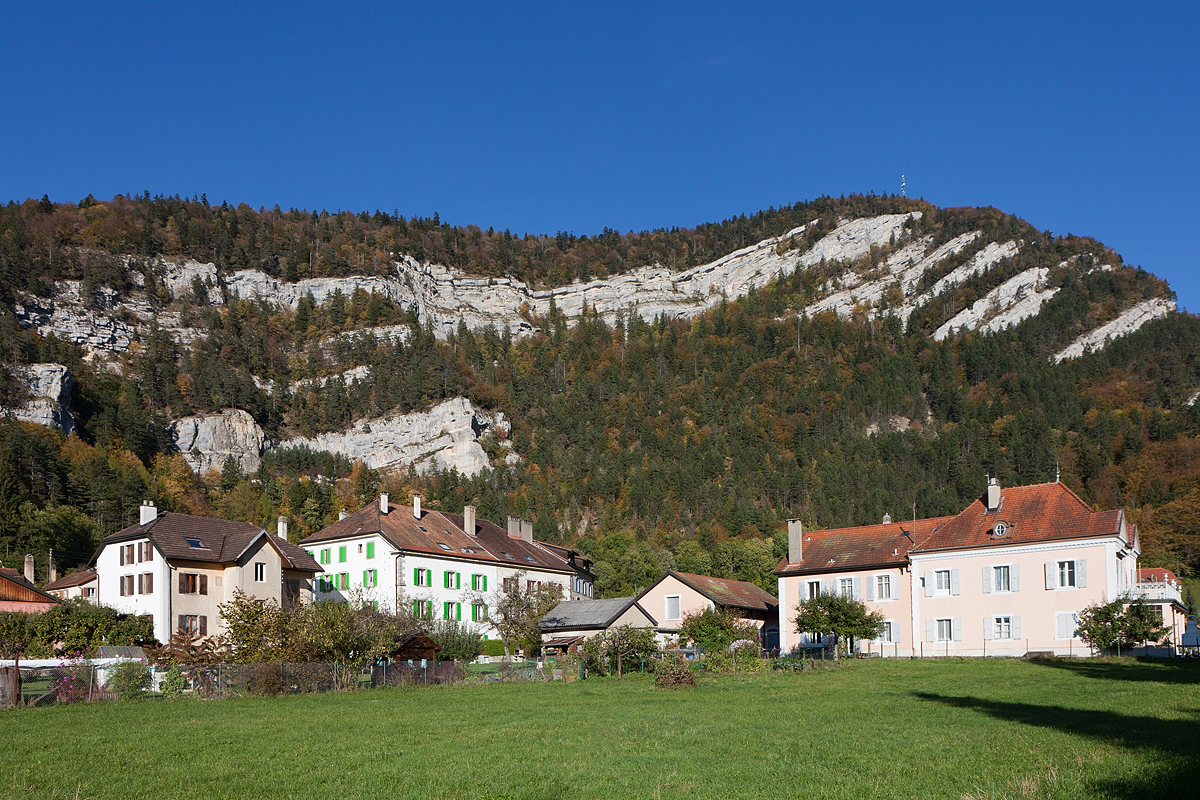
Vista de Noiraigue.